# Mariozza
Mariozza o Maròzia (en realitat Maria) era filla de Teofilacte I i de Teodora. Nascuda vers el 892, se l'anomenava Senatrix com a la mare; i com ella va ser amant del Papa, a qui va imposar la política romana del 915 al 932.
El 909 es va casar a Roma amb Alberic I de Spoleto i Camerino (Mariozza estava ja embarassada de les relacions amb el bisbe i futur Papa Sergi III). Alberic fou mort per una revolta popular a Orte el 924. A la seva mort, Spoleto fou concedit en feu a Pietro, germà del Papa Joan X. Pietro fou enemic jurat de Mariozza.
El 926 es va casar a Roma amb el marquès Guiu de Toscana (894-929)
El 929 a la mort de Guiu es va casar (març del 932) amb el germà de Guiu, Hug de Provença, rei d'Itàlia. El matrimoni era contrari a la llei, ja que els dos contraents eren cunyats, però Hug de Provença va evitar la prohibició i va declarar sota jurament (però falsament) que era fill il·legítim i, per tant, no tenia llaços de sang amb el seu germà (uterí) Guiu. Hug va morir a un monestir a Arle el 10 d'abril del 947.
El seu fill Alberic va organitzar el mateix dia del casament (març del 932) una revolta popular per expulsar de Roma el rei Hug de Provença. Com que va reeixir la revolta, Alberic hauria capturat la seva mare i l'hauria empresonat ingressant-la en un convent a Roma on va morir, entre el 933 i el 937. Hug va atacar Roma el 933 per alliberar-la, però fou rebutjat.
Mariozza va deixar quatre fills:
- El Papa Joan XI, fill del Papa Sergi III.
- Alberic II de Túsculum.
- Berta.
- Sèrgia, probablement filla de Sergi III, però reconeguda per Teofilacte I com a pròpia.